# Ahmet Ağaoğlu
Ahmet Ağaoğlu, noto anche come Ahmed Aghaoghlu o Ahmet bey Ağaoğlu (in azero Əhməd bəy Ağaoğlu; Şuşa, dicembre 1869 – Istanbul, 19 maggio 1939), è stato un politico e scrittore turco di origini azere.

## Biografia
È il fondatore del Kemalismo liberale.
Esponente del Movimento Unione e Progresso (İttihat ve Terakki Fırkası), divenne in seguito deputato alla Grande Assemblea Nazionale Turca.